# Schillerstraße
Schillerstraße war eine Fernsehsendung, die sich der „Improvisationscomedy“ (Stegreifkomödie, Improvisationstheater) verschrieben hatte. Sie wurde ohne Drehbuch vor Publikum aufgezeichnet, jedoch erhielten die Darsteller per Regieanweisung Stichwörter für ihre Aufgaben.

## Konzept und Inhalt
Ort der Handlung ist ein Wohnzimmer in der fiktiven Schillerstraße Nr. 9 in Köln, in dem der Mieter Jürgen Vogel (seit Anfang 2009; bis einschließlich Staffel 4, die im Frühjahr 2007 endete, spielte Cordula Stratmann die Mieterin) Besuch von Freunden und Verwandten bekommt. Die Mitwirkenden, die bis auf wenige Ausnahmen unter ihrem richtigen Namen spielen, kennen im Voraus nur das Thema der Folge, die gesamte Handlung muss möglichst komödiantisch improvisiert werden. Über einen Empfänger im Ohr bekommen sie zusätzlich Regieanweisungen vom Spielleiter, die sie in die Handlung einbauen müssen, zum Beispiel „Jürgen: Die kleinste Kleinigkeit bringt dich zum Heulen!“, dabei wird der Spielleiter unten angezeigt. Gesendet wird weitgehend ungeschnitten, auch Pannen werden nicht entfernt.
Das Format wurde von Maike Tatzig entwickelt, die auch ausführende Produzentin der Sendung ist. Sie übernahm ab September 2005 die Aufgabe des Spielleiters von Georg Uecker.
Produktionsfirma ist die Hurricane Fernsehproduktion GmbH.

## Entwicklung
Für den Herbst 2004 plante Sat.1 zunächst 14 Folgen des Improvisations-Comedy-Formats Schillerstraße,  das mit einer Länge von 30 Minuten ab dem 3. September 2004 freitags um 22:15 Uhr ausgestrahlt wurde. Nachdem die Sendung überdurchschnittliche Marktanteile und oft mehr als 3 Millionen Zuschauer vorweisen konnte, zeigte Sat.1 ab dem 20. Dezember 2004 acht Folgen als Wiederholung.
Cordula Stratmann spielte die Mieterin, während Georg Uecker die Rolle des Spielleiters übernahm. Die ursprünglich nur halbstündigen Folgen im späteren Freitagabendprogramm hatten einen derart großen Erfolg, dass im Januar 2005 mit der zweiten Staffel die Sendezeit auf eine Stunde verlängert und die Ausstrahlung zur Primetime um 20:15 Uhr (jeweils donnerstags) vorgezogen wurde. Bereits die erste Folge der zweiten Staffel konnte 3,84 Millionen Zuschauer bei einem Marktanteil von 11,3 Prozent vorweisen. Am 12. Januar 2006 konnte die Sendung einen neuen Höchststand an Zuschauern vorweisen: insgesamt 4,18 Millionen Zuschauer (12,2 Prozent Marktanteil) und 2,75 Millionen (19,7 Prozent Marktanteil) der 14- bis 49-Jährigen.
Im Herbst 2005 übernahm Produzentin Maike Tatzig ab der Folge 46 die Spielleiter-Rolle von Georg Uecker, offiziellen Angaben zufolge wegen Terminschwierigkeiten Ueckers. Einem Gerücht nach soll jedoch interner Unmut über Ueckers Außendarstellung zumindest seinen Anteil gehabt haben.
Am 20. April 2006 wurde die Bühnenfläche verdoppelt. Damit die Sendung auch ohne Cordula Stratmann, die aufgrund einer Babypause für einige Folgen in Form einer „Abmagerungskur“ aussetzte, sinnvoll stattfinden konnte, wurde neben der Wohnung von Cordula Stratmann die Kneipe Schillereck als Handlungsort eingerichtet. „Besitzer“ ist Cordulas Freund Bernhard Hoëcker. Die Bühnen standen im rechten Winkel zueinander. Um beide ohne Umbau in einer Sendung bespielen zu können, wurde eine drehbare Zuschauertribüne konstruiert.
Am 26. Januar 2007 feierte die Schillerstraße auf ihrem neuen Sendeplatz (freitags, 20:15 Uhr) die 100. Folge mit einer 90-minütigen Spezialausgabe, in der auf die vergangenen 99 Folgen zurückgeblickt wurde. In der 100. Jubiläumsfolge wurden sämtliche Ausschnitte mit Uecker entfernt, teilweise andere Kameraperspektiven bei den Rückblicken verwendet und sogar Anweisungen des Spielleiters Uecker durch extra neu synchronisierte von Tatzig ersetzt.
Cordula Stratmann gab bekannt, nach der Sommerpause 2007, die auf Wunsch der Produzenten im April begann, an dem Format nicht mehr mitwirken zu wollen. Die letzte Folge mit ihr am 20. April 2007 sahen insgesamt 1,66 Millionen Zuschauer (5,6 Prozent Marktanteil), in der werberelevanten Zielgruppe waren es 1,07 Millionen (10,3 Prozent Marktanteil). Anschließend ging das Format mit unbekanntem Datum zur Fortführung und zukünftiger Besetzung in eine kreative Pause.
Ab 26. November 2010 zeigte Sat.1 die siebte Staffel (sechs Episoden) der Schillerstraße freitagabends. Seit der fünften Staffel war Jürgen Vogel an Stelle von Cordula Stratmann neuer Hauptmieter der Schillerstraße. Seit Januar 2009 wurde die Sendung im Breitbildformat 16:9 ausgestrahlt.
Aufgrund schlechter Quoten lief Ende Februar 2011 die letzte Ausgabe der Schillerstraße, die nur 0,98 Mio. Zuschauer und 9,8 % im Alter von 14 bis 49 Jahren erreichte.

## Internationaler Erfolg
Nach dem überraschend großen Erfolg vor deutschem Publikum wird das Format international vermarktet. Die Rechte wurden zum Beispiel an den US-Medienkonzern FOX verkauft, der die Sendung für die Vereinigten Staaten, das Vereinigte Königreich, Australien, Neuseeland und Kanada plante. Außerdem wurden die Rechte nach Frankreich, Italien, Spanien, Belgien, Niederlande, Finnland, Rumänien, Ungarn, Israel und Türkei verkauft. Seit dem 13. September 2009 läuft die Sendung auch in Russland unter dem Namen Южное Бутово (Juschnoje butowo), in Anspielung auf den gleichnamigen Stadtbezirk in Südmoskau.

## Trivia
Im September 2014 strahlte RTL vier Folgen der Fernsehserie Hotel Zuhause: Bitte stören! aus, die laut FAZ  „eine lauwarme Neuauflage der Schillerstraße“ sei und dennoch von RTL als „erste Impro-Sitcom im deutschen Fernsehen“ angekündigt wurde.

## Auszeichnungen
- 2005: Rose d’Or Preis der Presse
- 2005: Deutscher Comedypreis als beste Impro-Comedy
- 2005: Deutscher Fernsehpreis als beste Comedy-Show
- 2006: Goldene Romy für die beste Programmidee
- 2006: Radio Regenbogen Award 2005 in der Kategorie Comedy 2005

## Besetzung
Geordnet nach der Reihenfolge des Einstiegs.
| Schauspieler/Comedian     | Folge(n)       | Jahr(e)             | Bemerkung(en)                                                                         |
| ------------------------- | -------------- | ------------------- | ------------------------------------------------------------------------------------- |
| Cordula Stratmann         | 1–77 85–111    | 2004–2007           | Hauptmieterin / Hauptdarstellerin, Tochter von Barbara und Jürgen Stratmann           |
| Annette Frier             | 1–110 123      | 2004–2007 2009      | beste Freundin von Cordula, Gastauftritt 2009                                         |
| Martin „Maddin“ Schneider | 1–149          | 2004–2011           | Freund von Cordula, Freund von Jürgen                                                 |
| Michael Kessler           | 1–111          | 2004–2007           | Freund von Cordula                                                                    |
| Ralf Schmitz              | 2–99           | 2004–2006           | Freund und Flirt von Cordula                                                          |
| Dirk Bach                 | 5–39 127–149   | 2004–2005 2009–2011 | Freund von Cordula, Rückkehr 2009 als Kurier und Freund von Jürgen                    |
| Barbara Schöne            | 12–65          | 2004–2005           | Barbara Stratmann, Mutter von Cordula, Ex-Frau von Jürgen Stratmann                   |
| Bernhard Hoëcker          | 13–148         | 2004–2011           | Freund von Cordula, Freund von Jürgen, Besitzer des Schillerecks                      |
| Oliver Pocher             | 13–148         | 2004–2011           | Freund von Cordula, Freund von Jürgen                                                 |
| Tetje Mierendorf          | 24–131         | 2005–2009           | Freund und Nachbar von Cordula und Jürgen, Bruder von Ilka                            |
| Dieter Nuhr               | 33–104 129     | 2005–2006 2010      | Freund und Flirt von Cordula, Gastauftritt 2010 als Reinigungsexperte                 |
| Jürgen von der Lippe      | 49–104         | 2005–2007           | Jürgen Stratmann, Vater von Cordula, Ex-Mann von Barbara Stratmann                    |
| Oliver Welke              | 68–101 112–116 | 2006–2007 2009      | Polizist, Bewerber für Cordulas Wohnung, mittlerweile mit Jürgen befreundet           |
| Mike Krüger               | 68–101 132–138 | 2006–2007 2010      | Polizist                                                                              |
| Ilka Bessin               | 102–120        | 2007–2009           | Tetjes Schwester, Freundin von Cordula, Freundin von Jürgen, Vermieterin ab Folge 112 |
| Jürgen Vogel              | 112–150        | 2009–2011           | Hauptmieter / Hauptdarsteller, Halbbruder von Klempe                                  |
| Lisa Feller               | 112–125        | 2009–2010           | Bewerberin für Cordulas Wohnung, Freundin von Jürgen, Kellnerin im Schillereck        |
| Martin „Klempe“ Klempnow  | 117–150        | 2009–2011           | Halbbruder von Jürgen, erwartet mit Loretta ein Kind                                  |
| Birthe Wolter             | 124–147        | 2009–2011           | Freundin und Nachbarin von Jürgen                                                     |
| Kaya Yanar                | 139–150        | 2010–2011           | Freund von Jürgen                                                                     |
| Isabell Polak             | 141–150        | 2010–2011           | Internetbekanntschaft von Jürgen, später seine feste Freundin                         |

### Gastdarsteller
Geordnet nach dem Nachnamen:
- Ingo Appelt als Pizzabote
- Hugo Egon Balder als Beamter von der Gewerbeaufsicht
- Mario Barth als Mechaniker, Schlüsseldienstmitarbeiter, Kammerjäger
- Erika Berger als Redakteurin der Zeitung Stylecheck
- Moritz Bleibtreu als er selbst
- Wigald Boning als Freund von Cordula
- Jochen Busse als Beratungs-Psychologe im Schillereck
- Roberto Capitoni als Urlaubsbekanntschaft
- Judith Döker als neue Freundin von Maddin
- Barbara Eligmann als Mutter von Jonas
- Erkan und Stefan als Bewerber auf Bernhards Stellenanzeige
- Susanne Fröhlich als Tupperberaterin
- Max Giermann als Bruder von Lisa
- Thomas Gimbel als Kurschatten
- Steffen Groth als Arzt
- Thomas M. Held als Gast im Schillereck
- Rüdiger Hoffmann als Ex-Freund von Cordula
- Till Hoheneder als Cordulas Freund aus Amerika
- Juli (Band) als Teilnehmer beim Talentwettbewerb
- Katy Karrenbauer als Wahrsagerin
- Carolin Kebekus als Flugbegleiterin
- Johann König als erster Gast im Schillereck
- Sascha Korf als Hausmeister
- Janine Kunze als Freundin von Maddin
- Ingolf Lück als Lockvogel der versteckten Kamera
- Michael Mittermeier als Personaltrainer
- Sönke Möhring als Agent von Jürgen
- Alex Moll als Kameramann
- Ingo Naujoks als Polizist
- Christian Oberfuchshuber als Paketlieferant und als Teilnehmer beim Talentwettbewerb
- Sven Ottke als er selbst
- Paul Panzer als neuer Hausmeister
- Karolin Peiter als Freundin von Lisa und später feste Freundin von Tetje
- Holger Pest als Tonassistent
- Sabine Pfeifer als Freundin von Ralf
- Kai Pflaume als Liebesbote
- Markus Maria Profitlich als Mönch
- Andrea Sawatzki als Notärztin
- Alexander Schubert als Angestellter einer Beauty-Firma
- Johannes Simon als Ikea-Regal-Lieferant
- Loretta Stern als beste Freundin von Lisa, erwartet mit Klempe ein Kind
- Nina Vorbrodt als Freundin von Cordula und ehemalige Freundin von Rüdiger
- Tanja Wenzel als Ex-Freundin von Jürgen
- Oliver K. Wnuk als Hundebesitzer und Polizist
- Gustav Peter Wöhler als Gutachter
- Felicitas Woll als Verlobte von Cordulas Vater
- Helmut Zerlett als Klavierstimmer

## Episoden

### Episodenliste Staffel 1 (Sep 2004 – Dez 2004)
| Folge | Titel                                         | Gäste in Reihenfolge des Erscheinens                               |
| ----- | --------------------------------------------- | ------------------------------------------------------------------ |
| 1     | Der Einzug (Willkommen in der Schillerstraße) | Annette Frier, Maddin Schneider, Michael Kessler, Helmut Zerlett   |
| 2     | Babysitter wider Willen                       | Maddin Schneider, Ralf Schmitz, Wigald Boning, Barbara Eligmann    |
| 3     | Gute Geister, schlechte Geister               | Maddin Schneider, Annette Frier, Michael Kessler, Katy Karrenbauer |
| 4     | Maddins neue Flamme                           | Annette Frier, Maddin Schneider, Janine Kunze                      |
| 5     | Das Regal                                     | Annette Frier, Dirk Bach                                           |
| 6     | Das Fitness Fieber                            | Maddin Schneider, Ralf Schmitz, Michael Kessler                    |
| 7     | Die Tupperparty                               | Dirk Bach, Ralf Schmitz, Susanne Fröhlich                          |
| 8     | Der Hausputz                                  | Ralf Schmitz, Annette Frier, Maddin Schneider                      |
| 9     | Halloween                                     | Michael Kessler, Till Hoheneder                                    |
| 10    | Die Herbstgrippe                              | Annette Frier, Maddin Schneider                                    |
| 11    | Der Führerschein                              | Maddin Schneider, Michael Kessler                                  |
| 12    | Der Mutterbesuch                              | Annette Frier, Barbara Schöne, Maddin Schneider                    |
| 13    | Der Malkurs                                   | Bernhard Hoëcker, Oliver Pocher                                    |
| 14    | Die defekte Heizung                           | Ralf Schmitz, Maddin Schneider, Mario Barth, Annette Frier         |
| 15    | Der Charity Ball                              | Annette Frier, Ralf Schmitz, Maddin Schneider                      |
| 16    | Der Advent                                    | Annette Frier, Ralf Schmitz, Maddin Schneider                      |

### Episodenliste Staffel 2 (Jan 2005 – Jun 2005)
| Folge | Titel                     | Gäste in Reihenfolge des Erscheinens                            |
| ----- | ------------------------- | --------------------------------------------------------------- |
| 17    | Frohes Neues              | Annette Frier, Ralf Schmitz, Dirk Bach, Maddin Schneider        |
| 18    | Der Ex-Freund             | Annette Frier, Maddin Schneider, Rüdiger Hoffmann, Ralf Schmitz |
| 19    | Die Hypnose-Kassette      | Michael Kessler, Carolin Kebekus, Oliver Pocher                 |
| 20    | Die Schwangerschaft       | Dirk Bach, Maddin Schneider, Annette Frier                      |
| 21    | Kölle Alaaf               | Maddin Schneider, Ralf Schmitz, Michael Kessler                 |
| 22    | Die Observierung          | Michael Kessler, Ingo Naujoks, Bernhard Hoëcker                 |
| 23    | Das Gipsbein              | Ralf Schmitz, Annette Frier, Michael Kessler                    |
| 24    | Die Findelfische          | Ralf Schmitz, Michael Kessler, Tetje Mierendorf                 |
| 25    | Das Theaterstück          | Oliver Pocher, Annette Frier, Dirk Bach, Maddin Schneider       |
| 26    | Die Nachtschwester        | Maddin Schneider, Ralf Schmitz, Annette Frier, Tetje Mierendorf |
| 27    | Der Lottoschein           | Dirk Bach, Maddin Schneider, Ralf Schmitz                       |
| 28    | Der Spieleabend           | Tetje Mierendorf, Annette Frier, Ralf Schmitz, Maddin Schneider |
| 29    | Guck mal, was da krabbelt | Oliver Pocher, Maddin Schneider, Bernhard Hoëcker, Mario Barth  |
| 30    | Die Untermieterin         | Nina Vorbrodt, Maddin Schneider, Michael Kessler                |
| 31    | Die Kontaktanzeige        | Annette Frier, Maddin Schneider, Ralf Schmitz                   |
| 32    | Schlüsselalarm            | Bernhard Hoëcker, Annette Frier, Mario Barth                    |
| 33    | Das Blind Date            | Annette Frier, Maddin Schneider, Dieter Nuhr, Tetje Mierendorf  |
| 34    | Himmelfahrtskommando      | Annette Frier, Michael Kessler, Maddin Schneider                |
| 35    | Die Streithennen          | Tetje Mierendorf, Michael Kessler, Annette Frier, Nina Vorbrodt |
| 36    | Der kulinarische Nachbar  | Tetje Mierendorf, Ralf Schmitz, Maddin Schneider                |
| 37    | Die Renovierung           | Dirk Bach, Ralf Schmitz, Maddin Schneider                       |
| 38    | Der Liebeskummer          | Annette Frier, Ralf Schmitz, Dirk Bach, Ingo Appelt             |
| 39    | Die Heimarbeit            | Maddin Schneider, Dirk Bach, Annette Frier                      |
| 40    | Bella Italia              | Annette Frier, Ralf Schmitz, Maddin Schneider                   |

### Episodenliste Staffel 3 (Sep 2005 – Jul 2006)
| 41              | Die Rückkehr                | Barbara Schöne, Annette Frier, Michael Kessler                                                      |
| 42              | Die Parteifreunde           | Barbara Schöne, Annette Frier, Michael Kessler                                                      |
| 43              | Die verlorenen Jungs        | Barbara Schöne, Annette Frier, Ralf Schmitz, Maddin Schneider                                       |
| 44              | Der Zahn                    | Annette Frier, Bernhard Hoëcker, Oliver Pocher, Tetje Mierendorf                                    |
| 45              | Das Oktoberfest             | Maddin Schneider, Ralf Schmitz, Michael Kessler                                                     |
| 46              | Die Quizshow                | Ralf Schmitz, Michael Kessler, Maddin Schneider                                                     |
| 47              | Der Stromausfall            | Maddin Schneider, Ralf Schmitz, Oliver Pocher                                                       |
| 48              | Die Bewerbung               | Michael Kessler, Maddin Schneider, Ralf Schmitz                                                     |
| 49              | Vaterbesuch                 | Annette Frier, Maddin Schneider, Jürgen von der Lippe                                               |
| 50              | Die Urlaubsbekanntschaft    | Annette Frier, Michael Kessler, Roberto Capitoni, Tetje Mierendorf                                  |
| 51              | Die Rivalen                 | Ralf Schmitz, Rüdiger Hoffmann, Dieter Nuhr                                                         |
| 52              | Der Geburtstag              | Annette Frier, Maddin Schneider, Michael Kessler, Tetje Mierendorf                                  |
| 53              | Der Esoteriktrip            | Ralf Schmitz, Maddin Schneider, Oliver Pocher, Tetje Mierendorf                                     |
| 54              | Der Töpferkurs              | Oliver Pocher, Maddin Schneider, Annette Frier, Mario Barth                                         |
| 55              | Der Fremdverliebte          | Maddin Schneider, Ralf Schmitz, Sabine Pfeifer, Tetje Mierendorf                                    |
| 56              | Das Liebeshoroskop          | Ralf Schmitz, Dieter Nuhr, Maddin Schneider                                                         |
| 57              | Die Schlägerei              | Annette Frier, Maddin Schneider, Jürgen von der Lippe, Sven Ottke                                   |
| 58              | Das Weihnachtswichteln      | Annette Frier, Ralf Schmitz, Maddin Schneider                                                       |
| 59              | Der Ski-Urlaub              | Annette Frier, Oliver Pocher, Michael Kessler, Maddin Schneider                                     |
| 60              | Der Pechvogel               | Maddin Schneider, Annette Frier, Tetje Mierendorf                                                   |
| 61              | Der Schwiegerelternschreck  | Annette Frier, Bernhard Hoëcker, Jürgen von der Lippe, Tetje Mierendorf                             |
| 62              | Der Tanzwettbewerb          | Annette Frier, Michael Kessler, Oliver Pocher, Bernhard Hoëcker                                     |
| 63              | Der Lebensmitteltest        | Ralf Schmitz, Maddin Schneider, Annette Frier, Tetje Mierendorf                                     |
| 64              | Der Fahnenflüchtling        | Annette Frier, Maddin Schneider, Michael Kessler                                                    |
| 65              | Die Geschiedenen            | Annette Frier, Jürgen von der Lippe, Barbara Schöne, Tetje Mierendorf                               |
| 66              | Die Jecken sind los         | Michael Kessler, Maddin Schneider, Dieter Nuhr                                                      |
| 67              | Der neue Ralf               | Ralf Schmitz, Oliver Pocher, Annette Frier                                                          |
| 68              | Der Einbruch                | Annette Frier, Mike Krüger, Oliver Welke, Tetje Mierendorf                                          |
| 69              | Der Personaltrainer         | Annette Frier, Jürgen von der Lippe, Michael Mittermeier, Tetje Mierendorf                          |
| 70              | Der Frühjahrsputz           | Maddin Schneider, Annette Frier, Ralf Schmitz                                                       |
| 71              | Der Ausrutscher             | Annette Frier, Ralf Schmitz, Maddin Schneider                                                       |
| 72              | Deutschlands neues Topmodel | Oliver Pocher, Ralf Schmitz, Tetje Mierendorf                                                       |
| 73              | Frohe Ostern                | Michael Kessler, Maddin Schneider, Sascha Korf                                                      |
| 74              | Die Erbschaft               | Oliver Pocher, Tetje Mierendorf, Bernhard Hoëcker                                                   |
| 75              | Die unfreiwillige WG        | Oliver Pocher, Michael Kessler, Maddin Schneider                                                    |
| 76              | Der Psychologe *            | Bernhard Hoëcker, Maddin Schneider, Tetje Mierendorf, Jochen Busse                                  |
| 77              | Der Abschied                | Annette Frier, Tetje Mierendorf, Bernhard Hoëcker, Oliver Pocher, Maddin Schneider                  |
| 78              | Die Anstreicher *           | Bernhard Hoëcker, Michael Kessler, Maddin Schneider, Tetje Mierendorf                               |
| 79              | Die Nervenkrise *           | Annette Frier, Michael Kessler, Bernhard Hoëcker, Oliver Pocher, Dieter Nuhr                        |
| 80              | Die Eröffnungsparty *       | Bernhard Hoëcker, Annette Frier, Oliver Pocher, Maddin Schneider, Tetje Mierendorf                  |
| 81              | Warten auf Gast Nr. 1 *     | Bernhard Hoëcker, Ralf Schmitz, Annette Frier, Maddin Schneider, Jürgen von der Lippe, Johann König |
| 82              | Profikellner gesucht! *     | Bernhard Hoëcker, Ralf Schmitz, Michael Kessler, Erkan, Stefan                                      |
| 83              | Die Marketingkampagne *     | Bernhard Hoëcker, Annette Frier, Maddin Schneider, Ralf Schmitz, Tetje Mierendorf                   |
| 84              | Die Karaokeparty *          | Annette Frier, Oliver Pocher, Bernhard Hoëcker, Ralf Schmitz, Mike Krüger, Oliver Welke             |
| Anmerkungen: 1. |                             | |

In den mit * gekennzeichneten Folgen war Cordula Stratmann nicht zu sehen.

### Episodenliste Staffel 4 (Sep 2006 – Apr 2007)
| 85              | Willkommen zurück!                       | Bernhard Hoëcker, Ralf Schmitz, Annette Frier, Maddin Schneider, Oliver Pocher |
| 86              | Die veränderte Cordula                   | Jürgen von der Lippe, Annette Frier, Ralf Schmitz, Maddin Schneider            |
| 87              | Die Geschäftsidee                        | Bernhard Hoëcker, Jürgen von der Lippe, Maddin Schneider, Hugo Egon Balder     |
| 88              | Der Wasserschaden                        | Bernhard Hoëcker, Michael Kessler, Tetje Mierendorf, Annette Frier             |
| 89              | Der Gutachter                            | Michael Kessler, Ralf Schmitz, Gustav Wöhler                                   |
| 90              | Der Astronaut                            | Annette Frier, Michael Kessler, Maddin Schneider                               |
| 91              | Der Kurschatten                          | Bernhard Hoëcker, Thomas Gimbel, Annette Frier, Michael Kessler                |
| 92              | Die Wette                                | Annette Frier, Bernhard Hoëcker, Ralf Schmitz, Tetje Mierendorf                |
| 93              | Der Liebesbote                           | Bernhard Hoëcker, Kai Pflaume, Ralf Schmitz                                    |
| 94              | Der Martinszug                           | Annette Frier, Michael Kessler, Maddin Schneider, Tetje Mierendorf             |
| 95              | Die Wetterfee                            | Maddin Schneider, Annette Frier, Michael Mittermeier                           |
| 96              | Der Hochzeitsplaner                      | Bernhard Hoëcker, Annette Frier, Oliver Pocher, Tetje Mierendorf               |
| 97              | Das Tai-Chi-Video                        | Maddin Schneider, Dieter Nuhr, Michael Kessler, Tetje Mierendorf               |
| 98              | Die Mehrwertsteuererhöhung               | Annette Frier, Ralf Schmitz, Maddin Schneider                                  |
| 99              | Der Weihnachtsbasar                      | Bernhard Hoëcker, Ralf Schmitz, Annette Frier, Tetje Mierendorf                |
| Special         | Der Jahresrückblick                      | Annette Frier                                                                  |
| 100             | Director’s Cut (Das Beste aus 99 Folgen) | Michael Kessler, Tetje Mierendorf, Oliver Welke, Maddin Schneider              |
| 101             | Der Steckbrief                           | Annette Frier, Tetje Mierendorf, Oliver Welke, Mike Krüger                     |
| 102             | Tetjes Schwester                         | Maddin Schneider, Michael Kessler, Tetje Mierendorf, Ilka Bessin               |
| 103             | Die Karnevalsparty                       | Oliver Pocher, Maddin Schneider, Michael Kessler, Volker „Zack“ Michalowski    |
| 104             | Der zweite Frühling                      | Dieter Nuhr, Jürgen von der Lippe, Felicitas Woll                              |
| 105             | Die Thekenbauer                          | Annette Frier, Oliver Pocher, Maddin Schneider, Michael Kessler                |
| 106             | Die Safari                               | Michael Kessler, Maddin Schneider, Tetje Mierendorf                            |
| 107             | Die Kegelbahn                            | Oliver Pocher, Michael Kessler, Maddin Schneider                               |
| 108             | Der Wasserhahn                           | Ilka Bessin, Annette Frier, Paul Panzer                                        |
| 109             | Bernhards Rückkehr                       | Oliver Pocher, Annette Frier, Michael Kessler, Bernhard Hoëcker                |
| 110             | Der Mönch                                | Annette Frier, Michael Kessler, Markus Maria Profitlich, Tetje Mierendorf      |
| 111             | Der Talentwettbewerb                     | Michael Kessler, Bernhard Hoëcker, Oliver Pocher, Maddin Schneider             |
| Anmerkungen: 1. |                                          |                                                                                |

### Episodenliste Staffel 5 (Jan 2009 – Apr 2009)
| 112             | Nachmieter gesucht!        | Oliver Pocher, Maddin Schneider, Lisa Feller, Oliver Welke, Ilka Bessin |
| 113             | Die Einrichtungsprofis     | Ilka Bessin, Oliver Pocher, Maddin Schneider, Tetje Mierendorf          |
| 114             | Das Rollenangebot          | Maddin Schneider, Sönke Möhring, Oliver Welke                           |
| 115             | D’r Kölsche Jung           | Oliver Welke, Maddin Schneider, Lisa Feller, Thomas M. Held             |
| 116             | Der Pokerabend             | Sönke Möhring, Oliver Welke, Tetje Mierendorf, Lisa Feller              |
| 117             | Der Alleskönner            | Martin Klempnow, Bernhard Hoëcker, Lisa Feller, Max Giermann            |
| 118             | Das erste Date             | Ilka Bessin, Lisa Feller, Martin Klempnow                               |
| 119             | Der Check-up               | Maddin Schneider, Bernhard Hoëcker, Lisa Feller, Steffen Groth          |
| 120             | Die Homestory              | Martin Klempnow, Erika Berger, Ilka Bessin, Tetje Mierendorf            |
| 121             | Der Koffertausch           | Maddin Schneider, Moritz Bleibtreu, Bernhard Hoëcker                    |
| 122             | Kopflos in Köln            | Martin Klempnow, Maddin Schneider, Oliver Pocher, Lisa Feller           |
| 123             | Pochers heiße Pyjama-Party | Oliver Pocher, Annette Frier, Martin Klempnow                           |
| Anmerkungen: 1. |                            |                                                                         |

### Episodenliste Staffel 6 (Okt 2009 – Mär 2010)
| 124             | (Der) Hund             | Martin Klempnow, Maddin Schneider, Birthe Wolter, Oliver K. Wnuk                |
| 125             | Die Windpocken         | Oliver Pocher, Lisa Feller, Loretta Stern, Martin Klempnow                      |
| 126             | Der Abspecker          | Tetje Mierendorf, Birthe Wolter, Bernhard Hoëcker, Karolin Peiter               |
| 127             | Homeshopping-Alarm     | Birthe Wolter, Dirk Bach, Maddin Schneider, Martin Klempnow                     |
| 128             | Die Weihnachtsbastelei | Maddin Schneider, Birthe Wolter, Karolin Peiter, Loretta Stern, Martin Klempnow |
| 129             | Putzparty              | Birthe Wolter, Bernhard Hoëcker, Dieter Nuhr, Dirk Bach                         |
| 130             | Die Ex-Freundin        | Maddin Schneider, Tanja Wenzel, Dirk Bach, Birthe Wolter                        |
| 131             | Der Guru               | Martin Klempnow, Tetje Mierendorf, Ingolf Lück                                  |
| 132             | Der Außerirdische      | Bernhard Hoëcker, Birthe Wolter, Oliver K. Wnuk, Mike Krüger                    |
| 133             | Die Unglücksraben      | Martin Klempnow, Oliver Pocher, Tanja Wenzel                                    |
| 134             | Der Werbedeal          | Dirk Bach, Alexander Schubert, Bernhard Hoëcker                                 |
| 135             | Die Band               | Oliver Pocher, Birthe Wolter, Bernhard Hoëcker, Dirk Bach                       |
| 136             | Der halbe Millionär    | Dirk Bach, Birthe Wolter, Martin Klempnow                                       |
| 137             | Schlag den Bernhard    | Oliver Pocher, Martin Klempnow, Bernhard Hoëcker, Birthe Wolter                 |
| 138             | Dinner für vier        | Martin Klempnow, Oliver K. Wnuk, Birthe Wolter, Mike Krüger                     |
| 139             | Der Pilot              | Kaya Yanar, Maddin Schneider, Dirk Bach                                         |
| 140             | Die Torschlusspanik    | Oliver Pocher, Dirk Bach, Martin Klempnow                                       |
| Anmerkungen: 1. |                        |                                                                                 |

### Episodenliste Staffel 7 (Nov 2010 – Feb 2011)
| 141             | Schillerstraße on Tour in Österreich (1) | Dirk Bach, Martin Klempnow, Isabell Polak                  |
| 142             | Schillerstraße on Tour in Österreich (2) | Dirk Bach, Martin Klempnow, Isabell Polak, Andrea Sawatzki |
| 143             | Der Herzschmerz                          | Kaya Yanar, Dirk Bach, Martin Klempnow, Isabell Polak      |
| 144             | Die rosarote Brille                      | Dirk Bach, Bernhard Hoëcker, Isabell Polak                 |
| 145             | Die Vaterrolle                           | Oliver Pocher, Isabell Polak, Kaya Yanar                   |
| 146             | Der Ehebrecher                           | Isabell Polak, Maddin Schneider, Dirk Bach, Judith Döker   |
| 147             | Die neuen Zähne                          | Dirk Bach, Isabell Polak, Martin Klempnow, Birthe Wolter   |
| 148             | Der Jungs-Abend                          | Isabell Polak, Kaya Yanar, Oliver Pocher, Bernhard Hoëcker |
| 149             | Der erste Streit                         | Isabell Polak, Dirk Bach, Maddin Schneider                 |
| 150             | Von Frauen und Schweinen                 | Kaya Yanar, Martin Klempnow, Paul Panzer, Isabell Polak    |
| Anmerkungen: 1. |                                          |                                                            |

## DVD-Veröffentlichung
- Am 4. April 2008 erschien die DVD Schillerstraße – Best of Staffel 1 & 2, die zwölf Episoden der ersten beiden Staffeln beinhaltet. Das aus drei DVDs bestehende Set enthält außerdem Bonusmaterial. Folgende Episoden sind enthalten:

1. Der Einzug (Staffel 1 – Folge 1)
2. Das Fitness-Fieber (Staffel 1 – Folge 6)
3. Der Hausputz (Staffel 1 – Folge 8)
4. Die Herbstgrippe (Staffel 1 – Folge 10)
5. Der Advent (Staffel 1 – Folge 16)
6. Die Schwangerschaft (Staffel 2 – Folge 20)
7. Kölle Alaaf (Staffel 2 – Folge 21)
8. Das Gipsbein (Staffel 2 – Folge 23)
9. Das Theaterstück (Staffel 2 – Folge 25)
10. Die Kontaktanzeige (Staffel 2 – Folge 31)
11. Das Blind Date (Staffel 2 – Folge 33)
12. Bella Italia (Staffel 2 – Folge 40)

- Eine weitere DVD-Box erschien im Februar 2010 unter dem Titel Schillerstraße – Staffel 5.1,  darauf sind die komplette 5. Staffel und die ersten drei Folgen der 6. Staffel enthalten.
- Im April 2010 erschien die DVD-Box Schillerstraße – Staffel 5.2, auf der die restlichen Folgen der 6. Staffel enthalten sind.